# Gold Cobra
Gold Cobra è il sesto album in studio del gruppo musicale statunitense Limp Bizkit, pubblicato il 28 giugno 2011 dalla Flip Records e dalla Interscope Records.
Pubblicato in due versioni, la Deluxe Edition contiene 4 tracce in più rispetto alla normale. Con questo lavoro il gruppo riprende sonorità generalmente molto simili a quelle dei primi tre album.

## Antefatti
Nel 2004 i Limp Bizkit avevano registrato l'album The Unquestionable Truth (Part 1), pubblicato un anno dopo col chitarrista Wes Borland, tornato nel gruppo dopo tre anni, e col batterista Sammy Siegler al posto di John Otto. Dopo la pubblicazione di Greatest Hitz, il gruppo entrò in pausa. Borland sostenne la sua contrarietà a produrre un seguito dell'album The Unquestionable Truth (Part 1) e che inizialmente non era favorevole a continuare la sua collaborazione col gruppo. Nel 2009 i Limp Bizkit tornarono in scena con Borland alla chitarra, col lancio dello Unicorns N' Rainbows Tour.
Durante il tour il cantante Fred Durst annunciò l'inizio della registrazione di un nuovo album con Borland, intitolato Gold Cobra. Il chitarrista disse che il titolo non aveva particolare significato, e che era stato scelto per la sua capacità di evocare lo stile sonoro del disco. Il gruppo registrò un'intro parlata, scritta da Durst ed eseguita da Gene Simmons dei Kiss, che però in seguito fu scartata. Il gruppo compose anche tracce addizionali suscettibili di essere aggiunte all'album, compresa Combat Jazz, composta con la collaborazione del rapper Raekwon e poi pubblicata solo in Giappone.

## Descrizione
Il disco è il primo ad essere stato registrato completamente dalla formazione originale del gruppo, cosa che non accadeva dall'album Chocolate Starfish and the Hot Dog Flavored Water. In questo lavoro, inoltre, i Bizkit ristabiliscono le loro sonorità rap metal e nu metal, parzialmente accantonate nell'album Results May Vary e in parte riprese nel precedente album The Unquestionable Truth (Part 1), anche se in veste diversa rispetto ai lavori precedenti. In questo lavoro gli scratch e i vari effetti creati da DJ Lethal sono fortemente limitati rispetto agli altri album, a favore di suoni più duri e sostenuti prevalentemente da chitarra, basso e batteria.
Nelle canzoni Walking Away, Loser e Shotgun il chitarrista Wes Borland suona alcuni assoli, una pratica abbastanza inusuale per il gruppo.
Nella canzone Autotunage, il rapper del gruppo Fred Durst canta servendosi di Auto-Tune.
Nella canzone Shark Attack Fred Durst fa riferimento alle prime parole della canzone Break Stuff ("It's just one of those days", in italiano "È solo uno di quei giorni"), modificandole ("Another one of those days", ossia "Un altro di quei giorni").

## Accoglienza
| Recensione           | Giudizio |
| -------------------- | -------- |
| AllMusic             | [ 12 ]   |
| About.com            | [ 13 ]   |
| Artistdirect         | [ 14 ]   |
| Consequence          | [ 15 ]   |
| Entertainment Weekly | C−       |
| IGN                  | 7.0/10   |
| Kerrang!             | [ 18 ]   |
| NME                  | 1/10     |
| PopMatters           | 8/10     |

Su Metacritic, che assegna un punteggio standard in centesimi a recensioni rilevanti, l'album ha ricevuto un punteggio medio pari a 53, attenendosi a giudizi di undici diverse recensioni. Rick Florino di Artistdirect diede all'album 5 stelle su 5, scrivendo che "Gold Cobra è tutto ciò che si aspetta certo pubblico, una piacevole e divertente commistione di hip hop e metal. Stephen Thomas Erlewine di AllMusic diede al disco un giudizio positivo, considerandolo "un riuscito ritorno alle sonorità movimentate dell'esordio Three Dollar Bill, Yall$". Terry Bezer, autore di Metal Hammer, scrisse "Momenti strani a parte, Gold Cobra tira fuori suoni potenti e degni di essere ballati a lungo".
David Buchanan, di Consequence, chiamò Gold Cobra "un divertente, esplosivo e per niente alienante pezzo di nostalgia, per chi un tempo aveva acquisito familiarità coi Limp Bizkit". In un contesto simile, l'autore di Bloody Disgusting Jonathan Barkan diede un giudizio positivo al disco, ritenendolo "fantastico e semplicemente rap rock, ovvero niente di complesso e di difficile ascolto ma proprio per questo di qualità." L'autore di IGN Chad Grischow scrisse "Anche se sono lontani dai grandi risultati degli esordi, i Limp Bizkit hanno saputo registrare qualcosa che non ricorda affatto la prematurità degli anni immediatamente precedenti." L'autore di About.com Tim Grierson considerò Gold Cobra "l'album più riuscito del gruppo dai tempi di Significant Other".
Il recensore di Entertainment Weekly Kyle Anderson criticò negativamente l'album, definendolo "un anacronistico e noioso tentativo di riproporre le tendenze musicali dei primi anni duemila." Antiquiet pubblicò una recensione negativa, descrivendo l'album come "un contenitore di brani adatti per poveracci illetterati a corto di vera musica". Inizialmente il sito diede all'album una stella su cinque. Wes Borland rispose alla recensione dicendo "La vostra avversione per Fred è uno dei motivi del nostro successo. [...] Non importa l'effetto delle sue esibizioni nei confronti di gente abituata a TMZ, è un ottimo cantante e performer. Una stella su cinque potrebbe avere senso se vi steste aspettando OK Computer. [...] Invece Gold Cobra è perfetto."

## Tracce
Edizione standard
1. Introbra – 1:20
2. Bring It Back – 2:17
3. Gold Cobra – 3:53
4. Shark Attack – 3:26
5. Get a Life – 4:54 – contiene una traccia fantasma senza titolo
6. Shotgun – 4:32
7. Douche Bag – 3:42
8. Walking Away – 4:45
9. Loser – 4:53 – contiene una traccia fantasma senza titolo
10. Autotunage – 5:00
11. 90.2.10 – 4:18 – contiene una traccia fantasma senza titolo
12. Why Try – 2:51
13. Killer in You – 3:46

Tracce bonus nell'edizione deluxe
1. Back Porch – 3:22
2. My Own Cobain – 3:43
3. Angels – 3:21

Tracce bonus nell'edizione deluxe europea per iTunes
1. Los Angeles – 2:53

Tracce bonus nell'edizione HMV/Best Buy
1. Middle Finger (feat. Paul Wall) – 4:27

Tracce bonus nell'edizione deluxe giapponese
1. Combat Jazz (feat. Raekwon) – 2:37

## Formazione
- Fred Durst – voce
- Wes Borland – chitarra
- Sam Rivers – basso
- John Otto – batteria
- DJ Lethal – giradischi

## Vendite
Il disco, nonostante il gruppo lo avesse annunciato come "Il nostro disco che creerà più dipendenza", non ha venduto quanto i precedenti, vendendo circa 27,000 copie nella prima settimana dalla sua pubblicazione negli U.S.A.. Nel 2014 sono state vendute oltre 1,000,000 di copie, 250,000 di queste solo negli Stati Uniti.

## Classifiche
| Classifica (2011)         | Posizione massima |
| ------------------------- | ----------------- |
| Australia                 | 12                |
| Austria                   | 2                 |
| Canada                    | 13                |
| Germania                  | 1                 |
| Italia                    | 58                |
| Polonia                   | 24                |
| Russia                    | 3                 |
| Stati Uniti               | 16                |
| Stati Uniti (alternative) | 2                 |
| Stati Uniti (digital)     | 11                |
| Stati Uniti (hard rock)   | 1                 |
| Stati Uniti (rock)        | 3                 |